# TVI Ficção
TVI Ficçao es un canal de televisión portugués del grupo audiovisual TVI, que comenzó sus emisiones el 15 de octubre de 2012 en exclusiva en la plataforma de televisión por satélite MEO. La programación se encuentra centrada en telenovelas, series, telefilmes, sitcoms y miniseries producidas para TVI. Incluye además programas originales como entrevistas a actores y biografías.

## Presentadores
- Felipa Garnel - 2012 - Face to Face (T1)
- Laura Galvão - 2012 - A TV é Tua
- Gabriela Barros - 2012 - Video e Clip
- Mafalda Matos - 2012 - Hoje Sou Eu
- Sofia Grillo - 2013 - Face to Face (T2)
- Serginho - 2013 - Câmara Exclusiva
- Alice Alves - 2013/atualidad - Câmara Exclusiva
- Tatiana Figueiredo - 2014/atualidad - Câmara Exclusiva
- Filipa Marques - 2014/atualidad - Câmara Exclusiva
- Marta Cardoso - 2014 - Face to Face
- Marta Andrino - 2014/2015 - Câmara Exclusiva
- Gustavo Santos - 2014/atualidad - Querido, Mudei a Casa!
- Luís Semedo - 2014/atualidad - Câmara Exclusiva

## Programación

### Programas propios
- Videoclip, presentado por Gabriela Barros
- Face To F@ce, presentado por Felipa Garnel/Sofia Grillo
- Hoje Sou Eu, presentado por Mafalda Matos
- De Ator Para Ator
- Clube de Fãs
- Fora do Ecrã
- Luzes, Câmara, Ação
- Mãos na Massa
- TV é Tua, presentado por Laura Galvão
- Camâra Exclusiva
- Suite nº7
- Casting Nacional
- Querido, Mudei a Casa!
- Ah Pois Tá Bem

### Telenovelas
- 2012-2013 - Espírito Indomável
- 2012-2013 - Meu Amor
- 2012-2013 - Olhos de Água
- 2012-2013 - Filha do Mar
- 2012-2013 - Anjo Selvagem
- 2013 - Sonhos Traídos
- 2013 - Jardins Proibidos
- 2013 - Feitiço de Amor
- 2013-2014 - Olhos nos Olhos
- 2013-2014 - Amanhecer
- 2013-2014 - O Teu Olhar
- 2013-2014 - Saber Amar
- 2013-2014  - Mar de Paixão
- 2014-2015 - Anjo Meu
- 2014 - Queridas Feras
- 2014 - Sentimentos
- 2014-2015 - Flor do Mar
- 2014 - Mundo Meu
- 2014-2015 - Deixa Que Te Leve
- 2014-2015 - Fascínios
- 2014-2015 - Ilha dos Amores
- 2014-2015 - Baía das Mulheres
- 2014-2015 - Fala-me de Amor
- 2015 - Tu e Eu
- 2015-2016 - Remédio Santo
- 2015 - Ninguém como Tu
- 2015 - Dei-te Quase Tudo
- 2015 - A Outra
- 2015-2016- Tempo de Viver
- 2015-2016 - Destinos Cruzados
- 2015-2016 - Sedução
- 2015-2016 - Meu Amor
- 2016 - Espírito Indomável
- 2016 - Louco Amor
- 2016 - Mar de Paixão
- 2016 - Feitiço de Amor

### Séries ysitcoms
- Equador
- Super Pai
- Os Batanetes
- Casos da Vida
- A Jóia de África
- O Prédio do Vasco
- Vasquinho e Companhia
- Bons Vizinhos
- Destino Imortal
- 37 (série)
- O Dom (série)
- Redenção
- O Amor é um Sonho
- Dias Felizes
- Crianças S.O.S
- Olá Pai!
- Ana e os Sete
- Giras & Falidas
- Inspector Max
- O Clube das Chaves
- Morangos Com Açúcar
- Massa Fresca

### Emisiones especiales
- Fiesta de Lanzamiento de TVI Ficção

## Dirección del canal
- 2012-2015 - Filipe Terruta[3][4]
- 2015-2025 - Luís Fernambuco[5]